# Crastes
Crastes és un indret del terme de Sarroca de Bellera, al Pallars Jussà.
Està situat en el territori des desaparegut poble de Santa Coloma d'Erdo, del qual queda al nord-est. També queda al nord de Larén. Està situat entre el Tossal del Portell (nord-oest) i la muntanya de Santa Bàrbara (sud-est). A Crastes s'origina el barranc Roi, que, emprenent la direcció nord-est davalla cap al terme municipal de la Torre de Cabdella per tal d'aiguavessar en el Flamisell. També s'hi forma el barranc de les Crastes, que va cap al sud i al cap de poc s'ajunta amb el barranc de la Quadra per tal de formar el barranc de Sant Genís.